# Branislav Angelovski
Branislav Angelovski (în macedoneană Бранислав Ангеловски) (n. 21 februarie 1977, în Bitola) este un handbalist macedonean care joacă pentru clubul românesc HC Dobrogea Sud și pentru echipa națională a Macedoniei. Angelovski evoluează pe postul de coordonator de joc.

## Carieră
Branislav Angelovski și-a început cariera la RK Vardar, în 1997. După ce, în 2000, a jucat împrumutat la RK Tineks Spring, el s-a transferat la campioana Croației RK Zagreb. În 2004, Angelovski s-a întors în Macedonia ca să joace pentru RK Pelister Bitola. Apoi, între 2005 și 2007, el a evoluat pentru RK Metalurg Skopje. După un an petrecut în campionatul Emiratelor Arabe Unite, Angelovski s-a întors din nou, în 2009, la RK Vardar Skopje. În 2010, el a semnat cu campioana României HCM Constanța.
Branislav Angelovski a jucat pentru echipa națională a Macedoniei în 80 de meciuri, în care a înscris 152 de goluri. El este căsătorit și are doi copii.

## Palmares
- Liga Națională:
  - Câștigător: 2011, 2012, 2013
- Cupa României:
  -  Câștigător: 2011, 2012, 2013, 2014
- Supercupa României:
  -  Câștigător: 2013
- Superliga de Handbal a Macedoniei:
  - Câștigător: 1999, 2005, 2006
- Cupa Macedoniei:
  -  Câștigător: 2000, 2005, 2006, 2007
- Campionatul Național de Handbal al Croației:
  - Câștigător: 2001, 2003, 2004
- Cupa Croației:
  -  Câștigător: 2003, 2004
- Liga Campionilor EHF:
  - Sfertfinalist: 2001
- Cupa Cupelor EHF:
  - Semifinalist: 1999
  - Sfertfinalist: 2003